# Yenikənd (Sabirabad)
Yenikənd è un comune dell'Azerbaigian situato nel distretto di Sabirabad. Conta una popolazione di 2 016 abitanti.